# Адампіль (станція)
Адампіль — проміжна залізнична станція Жмеринської дирекції Південно-Західної залізниці на неелектрифікованій лінії Старокостянтинів I — Варшиця між станціями Новодубрівка (13 км) та Старокостянтинів II  (30 км). Розташована поблизу села Адампіль Хмельницького району Хмельницької області.

## Історія
Станція відкрита 1938 року під час будівництва ширококолійної лінії Козятин I — Вінниця до Старокостянтинова. 

## Пасажирське сполучення
На станції Адампіль здійснює зупинку нічний швидкий поїзд № 139/140  сполучення Київ — Кам'янець-Подільський.
Приміське сполучення припинено з 18 березня 2020 року.